# Résolution 598 du Conseil de sécurité des Nations unies

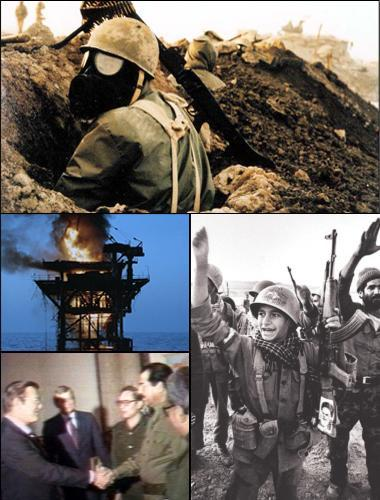
Images de la guerre Irak-Iran

La résolution 598 du Conseil de sécurité des Nations unies S/RES/0598 (1987), (UNSC resolution 598) a été adoptée à l'unanimité le 20 Juillet 1987, après un rappel des résolutions 582 et 588, appelant à un cessez-le-feu immédiat entre l'Irak de Saddam Hussein et l'Iran de l'ayatollah Khomeini. Cette résolution prévoit aussi le retour des prisonniers de guerre et le retrait des troupes de la frontière internationale.
Cette résolution prévoit aussi le déploiement par le secrétariat général de l'ONU d'une équipe d'observateurs pour surveiller la fin du conflit en attendant qu'un accord permanent soit trouvé.

## Après la résolution 598
L'Iran et l'Irak acceptent la résolution en même temps le 8 août 1988.
Les deux partis se retirent de la frontière dans les semaines qui suivent, la résolution entrant en effet le 8 août. Mettant fin aux opérations de combat entre les deux pays.
Les casques bleus de l'ONU, appartenant à la mission UNIIMOG, prennent position et resteront en place jusqu'en 1991.